# Семантика

Основные уровни языковой структуры. Семантика показана как второй, самый верхний уровень, охватываемый прагматикой и включающий синтаксис.

Сема́нтика (от др.-греч. σημαντικός «обозначающий») — раздел лингвистики, изучающий смысловое значение единиц языка.
В качестве инструмента изучения применяют семантический анализ. В конце XIX — начале XX века семантика часто называлась также семасиоло́гией (от др.-греч. σημασία «знак; указание»). Учёные, занимающиеся семантикой, до сих пор обычно называются семасиологами. Также «семантикой» может обозначаться сам круг значений некоторого класса языковых единиц (например, «семантика глаголов движения»).

## История семантики
Семантические проблемы ставились и обсуждались философской мыслью уже в глубокой древности. Таковы споры о происхождении значений слов и их отношении к бытию и мышлению, которые велись аналогистами и аномалистами в древности и номиналистами, реалистами, концептуалистами в Средние века; таково учение о суппозициях, то есть об изменениях значения слова в зависимости от контекста и конкретной ситуации, развиваемое средневековой схоластикой; таковы проблемы адекватности языкового выражения мышления и происхождения противоречий между ними, проблемы развития мышления и языка, выдвигаемые философией XVII—XVIII веков. Но все эти проблемы обсуждались вне связи с разработкой собственно лингвистических дисциплин, например, грамматики. В плане же собственно лингвистическом до XIX века включительно лишь одна дисциплина — этимология — затрагивала проблемы семантики, поскольку, разъясняя образование одних слов от других, она была вынуждена и регистрировать, и разъяснять изменения значений слов. Лишь во второй половине XIX века в связи с усилением интереса не только к звуковой, но и к «психологической» стороне языка встал вопрос о необходимости выделения семантики как учения об изменениях значения, поначалу только слов (см. Семантическое свойство). Сам термин «семантика» был введён французским лингвистом Бреалем. Одна из прикладных задач в исследовании семантики языка появилась с необходимостью адекватного поиска информации в интернете по запросу пользователя (см.: Релевантность). Теория семантического анализа направлена на решение задач, связанных с возможностью понимания смысла фразы и подачей запроса поисковой системе в необходимой форме.

### Конец XIX — начало XX веков
В дальнейшем разработка семантики в конце XIX — начале XX веков проводилась почти исключительно представителями различных психологических направлений в лингвистике, пытавшихся найти в закономерностях, протекающих в индивидуальном сознании «психических процессов», основу закономерностей семантических изменений (развёрнутые построения у Вундта, Розвадовского, Мартинака, Яберга и др.). В 1910—1920-х годах семантика привлекает значительно большее внимание.
Лингвисты XIX и XX веков почти не касаются вопроса определения самого значения слова, предоставляя решение этого вопроса философам и психологам и удовлетворяясь отождествлением значения слова или с называемым им предметом, или с воспроизведением этого предмета в сознании говорящего — с представлением; особенно распространённым являлось последнее определение значения слова, повторяемое тогда как в популярных введениях в языковедение, так и в специальных трудах по семантике (Эрдманн, Нюроп). Только одна сторона значения слова подвергается более детальному обсуждению в лингвистике XIX — начала XX веков — это так называемое этимологическое его значение, то есть значение, вскрываемое в слове его этимологическим анализом, установлением связи его с другими словами того же или ближайших к нему языков. Проблема соотношения этого этимологического значения или, короче, этимона ко всему содержанию слова обсуждается в языковедении XIX века, начиная с Гумбольдта; предложенное Гумбольдтом определение этого соотношения как внутренней формы слова, выражающей данное в соответствующем языке воззрение на предмет, интерпретировалась психологистами как выражение в языке образного представления предмета (Штейнталь) или доминирующего признака представления (Вундт), а их противниками — как не связанная с содержанием слова структурность его формы (Марти).

## Лингвистика
В лингвистике, семантика — область, изучающая значение. Семантика может рассматривать значение на уровне слов, фраз, предложений или более крупных единиц дискурса. Двумя фундаментальными вопросами семантики являются композиционная семантика (изучающая то, как мелкие части, например слова, сочетаются и взаимодействуют, формируя значение более крупных выражений, таких как предложения) и лексическая семантика (природа значения слов). Среди других важных вопросов — контекст и его роль в интерпретации, непрозрачные контексты, неоднозначность, неясность, следствия и пресуппозиции.
Несколько дисциплин и подходов внесли свой вклад в часто вызывающую разногласия область семантики. Одним из важнейших вопросов, объединяющих различные подходы к лингвистической семантике, является вопрос о соотношении формы и значения. Значительный вклад в изучение семантики внесли исследования 1980-1990 гг. в области смежных дисциплин — взаимодействия синтаксиса-семантики и прагматики.

## Философия
Многие формальные подходы к семантике в математической логике и информатике зародились в философии языка и философской логике начала XX века. Изначально наиболее влиятельной была семантическая теория Готлоба Фреге и Бертрана Рассела. В аналитической философии, Фреге и Рассел, первыми стали объяснять смысл композиционно, через синтаксис и математический функционал. Людвиг Витгенштейн, бывший ученик Рассела, также считается одной из основополагающих фигур аналитической традиции. Все три первых философа языка были заинтересованы в том, как предложения выражают информацию в форме пропозиций. Кроме того, они занимались вопросами истинностных значений или условий истинности, которыми обладает данное предложение в силу выражаемой им пропозиции.
В современной философии, термин «семантика» часто используется для обозначения лингвистически формальной семантики, объединяющей лингвистику и философию. Существует также активная форма метасемантики, изучающая основы семантики естественного языка.